# Кротов, Николай Фёдорович
Никола́й Фёдорович Кро́тов (1 мая 1898, Харьков, Российская империя — 1978, Харьков, СССР) — российский и советский футболист и футбольный тренер, игравший на позиции защитника. Отличник физической культуры (1947).

## Биография
Родился в 1898 году в семье печника.
Играть в футбол начал в дикой команде «Звёздочка», основанной Львом Крамаревским. В «Штурм» его привёл Григорий Клеванный. Однако капитан команды, Константин Воронин, отказал новичку со словами: «Такие игроки мне не нужны». Через несколько недель, Воронин сам пригласил в команду юного футболиста. «Штурму» срочно требовался левый хавбек.
После 2-х сезонов в «Штурме» был призван в армию, стал участником сражений Первой мировой войны. Служил в чине прапорщика, стал кавалером ордена Святого Орден Святого Владимира 3 степени с мечами. Также был участником Гражданской войны.
В 1920 году вернулся в «Штурм», став капитаном и играющим тренером команды. Становился чемпионом СССР в 1924 году.
В 1925—1926 гг. играл за «Рабис» (Харьков) и ХПЗ (Харьков) в 1927—1933 гг. В 1926 году был директором стадиона «Трактор».
За сборную СССР провёл 1 матч в 1925 году против Турции.
Организатор первой футбольной школы в Харькове в 1934 году. Несколько лет работал преподавателем в Харьковском институте физкультуры.
Тренировал команду «Спартак» (Харьков) в 1936—1938 гг. и в 1941 году.
Участник Великой Отечественной войны. Старший лейтенант 104 сапб 5 ОБВ.
В 1947 году тренировал «Локомотив» (Харьков).
С 1950 года работал в Харьковском институте инженеров железнодорожного транспорта имени С. М. Кирова. Почетный железнодорожник.
Скончался в апреле 1978 года в Харькове. Похоронен на 3-м городском кладбище Харькова.

### Память
В советское время командами Южной железной дороги разыгрывался Кубок Николая Кротова.